# TSG Öhringen
Die TSG Öhringen 1848 e. V. ist ein deutscher Sportverein mit über 3200 Mitgliedern (Stand: 2020) und Sitz in der baden-württembergischen Stadt Öhringen im Hohenlohekreis.

## Vorgängervereine
Am 1. Mai 1838 wurde der Männerturnverein Öhringen (MTV Öhringen) gegründet. Im Jahr 1908 gründet sich dann noch der Hohenloher Sportverein Öhringen (HSV Öhringen), in welchem von Gründung an auch nebst einer Leichtathletik-, Wandern-, Schwimmen- eine Fußball-Abteilung beinhaltet war. Die Fußballer gründeten im Hohenloher Fußballklub bereits 1903 einen eigenständigen Verein, welcher jedoch nicht lange Bestand haben sollte. Nach einem nicht erfolgreichen Einstieg als eigenständige Abteilung beim MTV, kam es dann schließlich zur Gründung des HSV, bei welchem nun jedoch Fußball nicht die einzige Sportart mehr war. Über die sportlichen Erfolge der Fußballer ist überregional in dieser Zeit nichts überliefert. Ab Ausbruch des Ersten Weltkriegs kam der Spielbetrieb dann jedoch erst einmal komplett zum Erliegen.
Durch den Krieg geschwächt, schlossen sich am 15. März 1919 der MTV sowie der HSV dann schließlich zum Männer-Turn- und Sportverein Öhringen zusammen. Im Jahr 1924 kam dann auch noch eine Handball-Abteilung dazu. Im selben Jahr kam es bedingt durch die Reinliche Scheidung aber wieder zu einer Loslösung der Fußballer vom MTV. Bedingt durch die Nationalsozialisten kam es dann aber bereits am 16. September 1933 wieder zu einer Zusammenlegung beider Sportvereine. Zum 1. Januar 1934 entstand somit die Turn- und Sportgemeinde Öhringen 1848. Sportlich rangierten die Fußballer zu dieser Zeit in der Bezirksklasse.

## Geschichte

### Fußball

#### Gründung bis Zeit in der Landesliga
Bedingt durch viele Vertriebene aus dem Ruhrgebiet, stieg die Anzahl der Einwohner von Öhringen während des Zweiten Weltkriegs stark an, womit auch die Stärke der TSG zunahm. Nach dem Ende des Krieges begann für die Fußball-Mannschaft am 9. Dezember 1945 die Saison 1945/46, nach der die Fußballer direkt in die drittklassige Bezirksklasse aufsteigen durften. Auch in der Folgesaison 1946/47 konnte sich die Mannschaft ohne Probleme behaupten, wobei der einzige wirkliche Konkurrent die Mannschaft aus Schwäbisch Hall war, gegen welche sich die TSG am Ende der Spielzeit aber auch schlussendlich durchsetzen konnte. Damit waren die Fußballer für die Aufstiegsrunde qualifiziert. Diese beendete die Mannschaft dann auch erfolgreich und stieg neben dem 1. FC Normannia Gmünd in die zu dieser Zeit zweitklassige Landesliga Württemberg auf. Die erste Saison 1947/48 endete dann mit 24:20 Punkten auch gleich auf dem vierten Tabellenplatz. Nach der Saison 1948/49 stieg die Mannschaft mit 18:30 Punkten auf dem 11. Platz aber auch schon wieder ab und musste somit wieder in der Bezirksklasse Hohenlohe antreten. Zwar wurde der Verein direkt wieder Meister, jedoch scheiterte die TSG dann in der Aufstiegsrunde am VfL Sindelfingen, ein weiteres Relegationsspiel gegen die SG Untertürkheim konnte anschließend dann auch nicht gewonnen werden, womit die Mannschaft drittklassig blieb.

#### Pokalfinalist und Zeit in der 2. Amateurliga
Zur Saison 1950/51 wurden die beiden Württembergischen Verbände zusammengeschlossen und es wurden die beiden Amateurligen eingeführt. Die TSG wurde hier in die 2. Amateurliga eingeordnet. In der  gelang es dann bei der Erstaustragung des WFV-Pokal in der Spielzeit 1950/51 bis ins Finale vorzudringen. Dort unterlag die Mannschaft jedoch dem ESC Ulm mit 0:3. In den späteren 1950er Jahren wurden die Platzierungen auf der Tabelle dann immer niedriger und teilweise wurde der drohende Abstieg nur durch äußere Umstände noch abgewandt. Am Ende der Saison 1958/59 ging es dann mit einem Rückstand von sieben Punkten auf die Nichtabstiegsplätze nach unten in die A-Klasse Hohenlohe. Bereits zur nächsten Saison gelang dann mit 50:10 Punkten aber der sofortige Wiederaufstieg. Diesmal konnte sich die Mannschaft bis zum Ende der Saison 1965/66 in der Liga halten, mit den Jahren wurden hier auch wieder die Platzierungen schlechter und somit ging es wieder in die A-Klasse zurück. Zwar gelang hier erneut der direkte Wiederaufstieg, jedoch folgte darauf ebenfalls der direkte Wiederabstieg am Ende der Spielzeit 1967/68. Hiernach vergingen dann erst einmal ein paar Jahre in der A-Klasse, in welcher sich die Mannschaft aber unten den ersten fünf Mannschaften platzieren konnte. Diese Platzierung wurde von Saison zu Saison verbessert, womit am Ende der Spielzeit 1971/72 die Rückkehr in die 2. Amateurliga anstand. Hier folgte dann eine ein Wilder Wechsel von Top-3-Platzierung bis Abstiegskampf bis zum Ende der 2. Amateurliga in der Saison 1977/78.

#### Kurze Intermezzi in der Landesliga
Zur Spielzeit 1978/79 musste die TSG bedingt durch die Platzierung in der Vorsaison in die Bezirksliga Hohenlohe absteigen. Hieraus stieg die Mannschaft nach der Saison 1986/87 in die Kreisliga A ab, in der Folgesaison gelang hier aber auch der direkte Wiederaufstieg. Nach ein paar ordentlichen Platzierungen in der oberen Tabellenhälfte sollte es dann bis zur Saison 1991/92 dauern, bis wieder ein Aufstieg drin war, diesmal in die Landesliga Württemberg. Hier sollte der Verein bis zur Saison 1994/95 verweilen, nach der die Mannschaft über den 11. Platz wieder in die Bezirksliga absteigen musste. Nach der Saison 1996/97 gelang dann wieder die Rückkehr in die Landesliga. Hier spielte die Mannschaft dann noch einmal bis zum Ende der Saison 2000/01, wonach es wieder zurück in die Bezirksliga ging.

#### Heutige Zeit
In der Bezirksliga spielte man dann wieder eine gute Figur und platzierte sich immer in der oberen Hälfte der Tabelle. Nach der Saison 2008/09 gelang es schließlich mit 77 Punkten die Meisterschaft einzufahren und ein weiteres Mal in die Landesliga zurückzukehren. Mit nur 35 Punkten musste die TSG am Ende der Saison dann in einer Abstiegsrelegation gegen den TSV Hessental antreten. Hier konnte sich die Mannschaft mit 2:0 durchsetzen und somit in der Liga bleiben, in der Folgesaison sollte dann auch eine Platzierung in der oberen Tabellenhälfte wieder erreicht werden. Die nächste Relegationsteilnahme folgte dann nach der Spielzeit 2012/13 mit 36 Punkten über den 12. Platz. Gegen den FC Union Heilbronn konnte die TSG mit einem 4:2-Sieg dann ein weiteres Mal die Klasse halten. Dass Ende der Landesliga-Zeit sollte dann nach der Saison 2013/14 eingeläutet werden, nach derer die TSG mit lediglich 19 Punkten in die Bezirksliga zurückkehren musste. Die erste Spielzeit hier endete mit 69 Punkten dann gleich wieder auf dem zweiten Platz. In der Relegation gegen den SV Hellas 94 Bietigheim zog die Mannschaft jedoch den kürzeren und verpasste den Wiederaufstieg. Die Saison 2015/16 beendete die Mannschaft dann mit 79 Punkten als Meister und stieg somit direkt wieder in die Landesliga auf. In der ersten Spielzeit in der Landesliga gelang mit 59 Punkten der sofortige Durchmarsch in die Verbandsliga. Dort konnte sich die Mannschaft jedoch nicht länger als eine Saison halten und stieg mit 28 Punkten über den 15. Platz direkt wieder ab. Danach spielte die Mannschaft bis zum Abstieg in der Saison 2021/22 in der Landesliga.

### Handball
Die Handball-Abteilung existiert seit Gründung des Vereins, die Frauen-Mannschaft gelang in den 2000er Jahren der Aufstieg bis in die Württembergliga, die Herren-Mannschaft konnte zudem zweimal den Aufstieg in die Landesliga erreichen. Zum 1. März 2012 schloss sich die Abteilung mit der des benachbarten TSV Pfedelbach in einer Handballspielgemeinschaft zur HSG Hohenlohe zusammen.